# Bjarmaland

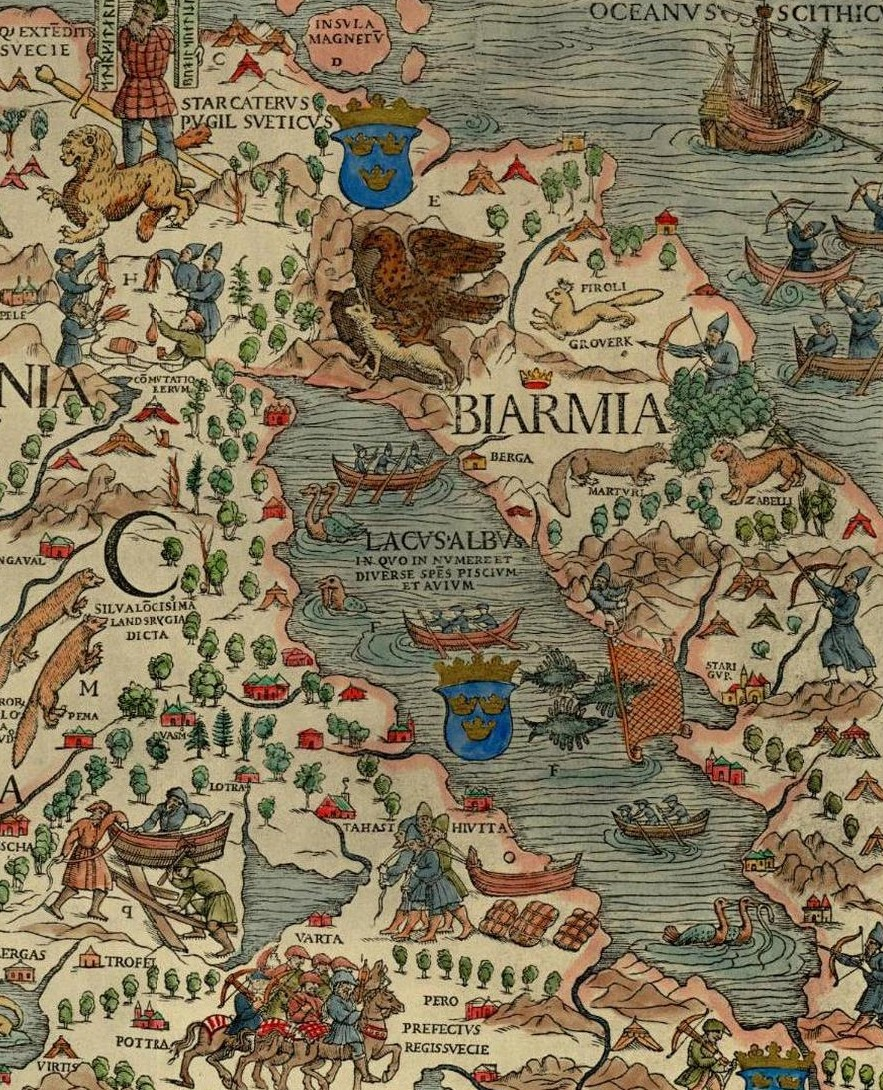
Biarmia op de Carta Marina van 1539. De Witte Zee is hier als een binnenzee afgebeeld.

Bjarmaland (ook geschreven als Bjarmland, Bjarmia of Biarmia, Oudengels Beormas) was een in Noordse sagas uit de Vikingtijd en geografische beschrijvingen tot in de 16e eeuw vermeld land, meestal gelokaliseerd aan de zuidelijke oever van de Witte Zee, het gebied van de Noordelijke Dvina en aangrenzende gebieden, tegenwoordig deel van de Russische Oblast Archangelsk.
De Bjarmiërs kunnen niet direct met enige huidige bevolkingsgroep geïdentificeerd worden, maar vormden waarschijnlijk een eigen Oeraalse groep. De term bjarm wordt vaak in verband gebracht met het Oeraalse perm, rondreizende handelaar, en het land Perm. Toponiemen en leenwoorden in Noord-Russische dialecten tonen dat er vroeger een oeraals-sprekende bevolking geleefd moet hebben. Ook de oude Russische kronieken vermelden aan de Oeraalse volkeren verwante inwoners. Recent onderzoek naar het Oeraalse substraat in de Noord-Russische dialecten doet vermoeden dat er naast de Permische volkeren nog andere Oeraalse groepen in het gebied woonden, mogelijk ook aan de Samen verwant. Volgens de finoegrist Helimski was de rond 1000 AD in de regio Archangelsk gesproken taal nauw verwant aan de Samische talen.
De Bjarmiërs hadden handelsbetrekkingen tot in Wolga-Bulgarije. Hun welvaart was waarschijnlijk te danken aan de handel over de Noordelijke Dvina, Kama en Wolga naar Bolgar en andere handelssteden in het zuiden, waar zij ook contacten hadden met via het Oostzeegebied komende Scandinavische handelaren. Huiden en walrustanden werden daar geruild voor zilveren munten en andere handelswaar. Begraafplaatsen in de huidige Kraj Perm zijn dan ook een rijke bron van Sassanidische en Sogdische zilveren munten. Naar het noorden dreven de Barmiërs handel met de Samen.

## Geschiedenis
De eerste vermelding van Bjarmaland is te vinden in de reisbeschrijvingen van Ottar van Hålogaland uit omstreeks 890. Ottar meldde aan koning Alfred de Grote dat hij 15 dagen langs de noordkust van Scandinavië voer, daarna naar het zuiden afboog en uiteindelijk bij een grote rivier, waarschijnlijk de Noordelijke Dvina, aankwam. Aan de monding van de rivier woonden de Beormas, die anders dan de nomadische Samen vaste woonplaatsen hadden. Hun land was rijk en dichtbevolkt. Ottar verstond hun taal niet maar dacht dat het op die van de Samen leek. De Bjarmiërs vertelden Ottar over hun land en de aangrenzende gebieden. 
Later werden er uit Noorwegen meerdere reizen naar Bjarmaland ondernomen. Erik Bloedbijl ondernam in 920 een expeditie, zoals ook Harald Grijshuid en Haakon Magnus in 1090. De best gedocumenteerde expeditie was die van de vikinghoofdman Tore Hund welke met een paar kameraden in 1026 in Bjarmaland aankwam. Ze kochten een grote hoeveelheid bont, waarna ze aanstalten maakten weg te varen. Later kwamen ze in het geheim weer aan wal, en plunderden de begraafplaats, waar de Bjarmiërs een beeld van hun god Jomali opgericht hadden. Deze had een kom met zilver op zijn knieën en een kostbare ketting om zijn nek. Met deze rijke buit wisten Tore en zijn mannen aan de achtervolgende Bjarmiërs te ontkomen. De naam van de Bjarmische god Jómali lijkt sterk op het woord voor "god" in meerdere Oegrische talen. 
Ook de 11e-eeuwse Adam van Bremen vermeldt het land, en de IJslander Snorri Sturluson (1179–1241) schrijft in zijn Bósa saga ok Herrauðs over haar rivieren die in Gandvik uitmonden. Vanaf de 12e eeuw werd Cholmogory als hoofdstad van Bjarmaland genoemd. 
In 1217 trokken twee handelaren uit Noorwegen naar Bjarmaland om bont te kopen. Een van hen trok verder richting het zuiden om zich bij de kruisvaarders aan te sluiten. De ander bleef in het noorden waar hij uiteindelijk door de Bjarmiërs gedood werd. Als reactie hierop organiseerden de Noren een strafexpeditie naar Bjarmland, wat zij in 1222 plunderden.
In de 13e eeuw begon de neergang van Bjarmaland. Het gebied werd schatplichtig aan de Republiek Novgorod. Het in het begin van de 13e eeuw door de Novgorodiërs gestichte Veliki Oestjoeg werd een belangrijke handelsrivaal voor de Bjarmiërs. 
De Mongoolse invasie van Roes veroorzaakte een verdere Slavische migratie naar het noorden. Een aantal Bjarmiërs week daarom uit naar Noorwegen, waar zij in 1240 door Haakon IV land toegewezen kregen aan de Malangen-fjord. In de loop van de 14e en 15e eeuw vestigden zich steeds meer Pomoren in het gebied, hetgeen uiteindelijk leidde tot de assimilatie van de Bjarmiërs door de Slavische cultuur.
Hierna raakte Bjarmaland steeds meer in de vergetelheid. Olaus Magnus maakte op zijn Carta Marina (1539) van de Witte Zee een binnenzee en plaatste Bjarmaland op het schiereiland Kola, terwijl Johannes Schefferus (1621–1679) het in Lapland vermoedde.